# Blacketjärnen
Blacketjärnen är en sjö i Varbergs kommun i Halland och ingår i Viskans huvudavrinningsområde. Sjöns area är 0,016 kvadratkilometer och den är belägen 150 meter över havet.